# Edward the Great
Albums de Iron Maiden
Rock in Rio
(2002) Dance of Death
(2003)
Edward the Great est la deuxième compilation du groupe  heavy metal britannique Iron Maiden, qui rassemble seize des plus grands succès du groupe et qui est sorti le 5 novembre 2002, pendant la période de composition de l'album Dance of Death.
Il est sorti avec le coffret Eddie's Archive, mais les fans les plus anciens déplorent que cet album ne contienne aucune rareté[réf. nécessaire].
1. Run to the Hills
2. The Number of the Beast
3. The Trooper
4. Flight of Icarus
5. 2 Minutes to Midnight
6. Wasted Years
7. Can I Play with Madness
8. The Evil that Men Do
9. Bring Your Daughter... to the Slaughter
10. Man on the Edge
11. Futureal
12. The Wicker Man
13. Brave New World
14. Wildest Dreams
15. Rainmaker
16. Fear of the Dark (live) from Death on the Road